# Neozimiris levii
Neozimiris levii är en spindelart som beskrevs av Norman I. Platnick och Mohammad U. Shadab 1976. Neozimiris levii ingår i släktet Neozimiris och familjen Prodidomidae.
Artens utbredningsområde är Curaçao. Inga underarter finns listade i Catalogue of Life.